# المحقق كونان (الموسم 4)
المحقق كونان هو الموسم الرابع من سلسلة المحقق كونان (باليابانية: 名探偵コナン، تُنطق ميه‌تانتيه كۆنان أي المحقق العظيم كونان) تُرجمت رسميًا إلى المُحقق كونان، وهي سلسلة مانغا للكاتب غوشو أوياما حُولِّت إلى مسلسل أنيمي وحلقات أوفا وأفلام أنمي وألعاب فيديو ووسائط أخرى يابانية وقد بدأ عرض السلسلة من 1 ديسمبر 1997 ولغاية 22 يونيو 1998.
أُذيعت الحلقة الأولى في 8 يناير 1996 وعرضت الحلقات بالتوالي إلى أن وصلت إلى أكثر من 1,157 حلقة، وبذلك تحتل المركز الخامس عشر في قائمة أكثر الأنيميات من حيث عدد الحلقات. يتم عرض حلقة واحدة من الأنمي أسبوعيًا على نبون تلفجن إلا في حالات عرض الأفلام فإنها قد تتأجل إلى أسبوعين أو أكثر. تتم دبلجة الأنيمي للغة العربية من قِبَل مركز الزهرة ولا تزال دبلجته مُستمرة لأكثر من ثمانية عشرة سنة منذ سنة 1998، حيث عُرض لأول مرة على تلفزيون قطر، وقد وصلت الحلقات المُدبلجة إلى 582 (551 بالنّظام الياباني) من أصل 1,157 حلقة.
يُعرَض المحقق كونان في اليابان على قناة نيبون تي في وقناة يوميأوري وقناة أنيماكس وقناة YTV اليابانية، وقد لاقى المحقق كونان رواجًا كبيرًا في اليابان حيث احتل مركزًا من ضمن المراكز الستة الأوائل في ست مناسبات مختلفة. وبحسب استطلاعات الرأي التي أجرتها مجلة أنيميج، اعتبر الأنيمي من بين أفضل 20 أنيمي تم إصداره خلال الفترة من عام 1996 ولغاية عام 2001. أيضا احتل المحقق كونان المركز الثالث والعشرين من ضمن قائمة أفضل 100 أنيمي، أجرته شبكة أساهي اليابانية في عام 2005.

## ملاحظة مهمة
- في الدبلجة العربية، تم تأخير عرض ثنائية جريمة كوخ التزلج («العاصفة») لتعرض بعد ثنائية جريمة قلعة دراكولا («منزل الرعب»)، مع تغيير الترقيم.

و قد تم تغيير قصتها بشكل جذري في الحوار العربي جراء الإشاعات والجدل الذي رافق حلقة مشابهة سابقا بها حادثة انتحار طفل شنقا (النسخة اليابانية كانت تقول أن الشخصيات مدرسون في ابتدائية وجدت فيها فتاة صغيرة اسمها ميناكو، وتمت الجريمة ثأرا من المدرسين الذين قتلوها وأرادوا تصوير موتها انتحارا لأنها كانت ستتحدث للمعلمة القاتلة عن فساد يقوم به المدرسون وتسريب للامتحانات، أما النسخة العربية فتقول أن ميناكو ولد طويل الشعر وأنه أخو القاتلة، والشخصيات مدربو تزلج كانوا يدربونه ورأوه يسقط في حفرة وخافوا من النزول واكتفوا بالمشاهدة والثلج يدفنه حيا) لكي تعرض على أساس أنها الحلقات 90-91 في الدبلجة العربية. اختلال الترقيم في القائمة أسفله يوافق الترقيم الرسمي الذي اتبعته النسخة المدبلجة العربية (التي ظلت تستعمل الأرقام حتى نهاية الجزء الثالث (126)، ثم تخلى الجزء الرابع عن الترقيم واكتفى بأسماء الحلقات هو وبقية الأجزاء ما عدا الجزء الخامس الذي ظل لمدة قصيرة يستعمل أرقاما من 1 إلى 52 لحلقات ذلك الجزء).
- رغم أن الحلقة 95 غير عنوانها العربي، إلا أن قصتها والتي فيها سكر كوغورو ومواعدته لإمرأة قد ظلت بأغلبها في الدبلجة.
- ثنائية «جريمة قتل ممثل الأفلام التاريخية اليابانية» لم تدبلج على الإطلاق، ولم تعرض في النسخة العربية، ولا ترقيم لها جراء ذلك.

## عناوين الحلقات
| #       | #             | عنوان الحلقة | عنوان الحلقة                            | تفاصيل الحلقة           | تفاصيل الحلقة  |
| اليابان | العالم العربي | باليابانية | بالدبلجة العربية                        | في المانغا              | تاريخ العرض    |
| ------- | ------------- | --- | --------------------------------------- | ----------------------- | -------------- |
| 83      | 85            | جريمة قتل في المستشفى العام 「総合病院殺人事件」 - Sōgō Byōin Satsujin Jiken                                                                  | المشهد الكاذب                           | فلر                     | 1 ديسمبر 1997  |
| 84      | 86            | جريمة قتل في كوخ التزلج (الجزء الأول) 「スキーロッジ殺人事件（前編）」 - Sukii Rojji Satsujin Jiken (Zenpen)                                  | العاصفة (الجزء الأول)                   | فصل 139-143             | 8 ديسمبر 1997  |
| 85      | 87            | جريمة قتل في كوخ التزلج (الجزء الثاني) 「スキーロッジ殺人事件（後編）」 - Sukii Rojji Satsujin Jiken (Kōhen)                                  | العاصفة (الجزء الثاني)                  | فصل 139-143             | 15 ديسمبر 1997 |
| 86      | 88            | قضية موقع الاختطاف 「誘拐現場特定事件」 - Yūkai Genba Tokutei Jiken                                                                           | الضحية المفقودة                         | مانغا خاصة مجلد 1 فصل 2 | 12 يناير 1998  |
| 87      | 89            | جريمة قتل رد جميل طائر الكركي 「鶴の恩返し殺人事件」 - Tsuru no Ongaeshi Satsujin Jiken                                                       | الريشة التي اهلكت حاملها                | فلر                     | 19 يناير 1998  |
| 88      | 90            | جريمة قتل في فيلا دراكولا (الجزء الأول) 「ドラキュラ荘殺人事件（前編）」 - Dorakyura-sō Satsujin Jiken (Zenpen)                               | منزل الرعب (الجزء الأول)                | فلر                     | 26 يناير 1998  |
| 89      | 91            | جريمة قتل في فيلا دراكولا (الجزء الثاني) 「ドラキュラ荘殺人事件（後編）」 - Dorakyura-sō Satsujin Jiken (Kōhen)                               | منزل الرعب (الجزء الثاني)               | فلر                     | 2 فبراير 1998  |
| 90      | 92            | جريمة قتل رائحة الزهور 「花の香り殺人事件」 - Hana no Kaori Satsujin Jiken                                                                    | العطر القاتل                            | فلر                     | 9 فبراير 1998  |
| 91      | 93            | قضية سارق المصرف المنوم في المستشفى 「強盗犯人入院事件」 - Gōtō Hannin Nyūin Jiken                                                            | علبة الحلوى                             | فصل 166                 | 16 فبراير 1998 |
| 92      | 94            | جريمة قتل التجوال المخيف في الجبال (الجزء الأول) 「恐怖のトラヴァース殺人事件（前編）」 - Kyōfu no Toravaasu Satsujin Jiken (Zenpen)          | رعب في الرحلة إلى الجبال (الجزء الأول)  | فلر                     | 23 فبراير 1998 |
| 93      | 95            | جريمة قتل التجوال المخيف في الجبال (الجزء الثاني) 「恐怖のトラヴァース殺人事件（後編）」 - Kyōfu no Toravaasu Satsujin Jiken (Kōhen)          | رعب في الرحلة إلى الجبال (الجزء الثاني) | فلر                     | 2 مارس 1998    |
| 94      | 96            | جريمة قتل أسطورة امرأة الثلج 「雪女伝説殺人事件」 - Yuki-on'na Densetsu Satsujin Jiken                                                        | شبح سيدة الثلج                          | فلر                     | 9 مارس 1998    |
| 95      | 97            | جريمة قتل مواعدة كوغورو 「小五郎のデート殺人事件」 - Kogorō no Dēto Satsujin Jiken                                                            | موعد لم يكن في الحسبان                  | فلر                     | 16 مارس 1998   |
| 96      | 98            | واكب المحقق العظيم! (حلقة خاصة لمدة ساعتين) 「追いつめられた名探偵! 連続2大殺人事件」 - Oitsumerareta Meitantei! Renzoku Nidai Satsujin Jiken | القناع الأبيض (الجزء الأول)             | فصل 156-159             | 23 مارس 1998   |
| 96      | 99            | واكب المحقق العظيم! (حلقة خاصة لمدة ساعتين) 「追いつめられた名探偵! 連続2大殺人事件」 - Oitsumerareta Meitantei! Renzoku Nidai Satsujin Jiken | القناع الأبيض (الجزء الثاني)            | فصل 156-159             | 23 مارس 1998   |
| 96      | 100           | واكب المحقق العظيم! (حلقة خاصة لمدة ساعتين) 「追いつめられた名探偵! 連続2大殺人事件」 - Oitsumerareta Meitantei! Renzoku Nidai Satsujin Jiken | زهرة الكاميليا (الجزء الأول)            | فصل 156-159             | 23 مارس 1998   |
| 96      | 101           | واكب المحقق العظيم! (حلقة خاصة لمدة ساعتين) 「追いつめられた名探偵! 連続2大殺人事件」 - Oitsumerareta Meitantei! Renzoku Nidai Satsujin Jiken | زهرة الكاميليا (الجزء الثاني)           | فصل 156-159             | 23 مارس 1998   |
| 97      | 102           | جريمة قتل نخب الوداع 「別れのワイン殺人事件」 - Wakare no Wain Satsujin Jiken                                                                 | الجريمة المزدوجة                        | فلر                     | 13 أبريل 1998  |
| 98      | 103           | جريمة قتل صانع الفخار الشهير (الجزء الأول) 「名陶芸家殺人事件（前編）」 - Meitōgeika Satsujin Jiken (Zenpen)                                  | الغيمة الرمادية (الجزء الأول)           | فصل 160-162             | 20 أبريل 1998  |
| 99      | 104           | جريمة قتل صانع الفخار الشهير (الجزء الثاني) 「名陶芸家殺人事件（後編）」 - Meitōgeika Satsujin Jiken (Kōhen)                                  | الغيمة الرمادية (الجزء الثاني)          | فصل 160-162             | 27 أبريل 1998  |
| 100     | 105           | ذكريات الحب الأول (الجزء الأول) 「初恋の人想い出事件（前編）」 - Hatsukoi no Hito Omoide no Jiken (Zenpen)                                    | الحريق (الجزء الأول)                    | فصل 173-175             | 11 مايو 1998   |
| 101     | 106           | ذكريات الحب الأول (الجزء الثاني) 「初恋の人想い出事件（後編）」 - Hatsukoi no Hito Omoide no Jiken (Kōhen)                                    | الحريق (الجزء الثاني)                   | فصل 173-175             | 18 مايو 1998   |
| 102     | ××            | جريمة قتل ممثل الأفلام التاريخية (الجزء الأول) 「時代劇俳優殺人事件（前編）」 - Jidaigeki Haiyū Satsujin Jiken (Zenpen)                       | لم تدبلج                                | فصل 170-172             | 24 مايو 1998   |
| 103     | ××            | جريمة قتل ممثل الأفلام التاريخية (الجزء الثاني) 「時代劇俳優殺人事件（後編）」 - Jidaigeki Haiyū Satsujin Jiken (Kōhen)                       | لم تدبلج                                | فصل 170-172             | 1 يونيو 1998   |
| 104     | 107           | قصر اللصوص الغامض (الجزء الأول) 「盗賊団謎の洋館事件（前編）」 - Tōzoku-dan Nazo no Yōkan Jiken (Zenpen)                                      | بيت الساعات (الجزء الأول)               | فصل 167-169             | 8 يونيو 1998   |
| 105     | 108           | قصر اللصوص الغامض (الجزء الثاني) 「盗賊団謎の洋館事件（後編）」 - Tōzoku-dan Nazo no Yōkan Jiken (Kōhen)                                      | بيت الساعات (الجزء الثاني)              | فصل 167-169             | 15 يونيو 1998  |
| 106     | 109           | جريمة قتل صورة السبق الصحفي 「スクープ写真殺人事件」 - Sukūpu Shashin Satsujin Jiken                                                          | عدسة العنكبوت                           | فلر                     | 22 يونيو 1998  |